# Казанешти (Хунедоара)
Казанешти (рум. Căzănești) насеље је у Румунији у округу Хунедоара у општини Ваца Де Жос. Oпштина се налази на надморској висини од 328 m.

## Становништво
Према подацима из 2002. године у насељу је живело 235 становника, од којих су сви румунске националности.